# آرت بوريس
آرت بوريس (بالإنجليزية: Art Burris)‏ مواليد 07 أبريل 1924 - الوفاة 19 سبتمبر 1993، كان لاعب كرة سلة أمريكي. بدأ مسيرته الاحترافية في سنة 1950. تم اختياره من قبل فريق ديترويت بيستونز خلال الدرافت. بلغ طوله 6 قدم 5 بوصة (2.0 م). اعتزل اللعب في 1952. لعب مع ديترويت بيستونز وأتلانتا هوكس.

## روابط خارجية
- آرت بوريس على موقع إن بي أي (الإنجليزية)
- آرت بوريس على موقع سبورتس رفرنس (الإنجليزية)
- آرت بوريس على موقع كلية كرة السلة في سبورتس رفرنس.كوم (الإنجليزية)
- آرت بوريس على موقع ريلجم (الإنجليزية)
- آرت بوريس على موقع بروبوليرز (الإنجليزية)